# Nesslau-Krummenau
Nesslau-Krummenau var en tidigare kommun i distriktet Toggenburg i kantonen Sankt Gallen, Schweiz. Kommunen bildades den 1 januari 2005 genom sammanslagningen av de dåvarande kommunerna Krummenau och Nesslau. Nesslau-Krummenau slogs den 1 januari 2013 samman med kommunen Stein till den nya kommunen Nesslau.